# 알폰소 마리아 데 리구오리
성 알폰소 마리아 데 리구오리(라틴어: Sanctus Alphonsus Maria a Ligorio, 이탈리아어: Sant'Alfonso Maria de' Liguori 1696년 9월 27일 - 1787년 8월 1일)는 이탈리아의 가톨릭 주교이자 영성작가, 신학자, 구속주회의 창립자이다. 1816년 교황 비오 7세에 의해 복자로 시복되었으며, 1871년 교회학자로 선포되었다. 1839년 교황 그레고리오 16세에 의해 성인으로 시성되었으며, 1950년 교황 비오 12세에 의해 고해사제들과 윤리 신학자들의 수호성인으로 선언되었다. 축일은 8월 1일이다.

## 약력
알폰소 리구오리는 나폴리 왕국의 수도 나폴리 인근에 있는 마리아넬라에서 태어났다. 나폴리 귀족의 7형제 가운데 장남으로 태어난 그는 16세에 법률학교에 입학하여 아주 유명한 법률가가 되었다. 하지만 얼마 안가 그는 법률가를 그만두기로 결심하고 친구에게 다음과 같은 편지를 썼다. “나의 친구여, 우리의 직업은 불화와 위험으로 가득하네. 그 때문에 우리는 불행한 삶을 살고 있고, 죽음마저 불행하게 맞이할 위험을 안고 있어. 그래서 나는 나 자신을 위해서 이 일을 그만둘 거야. 나한테는 맞지 않거든. 왜냐하면 나는 내 영혼이 구원받기를 간절히 소망하기 때문일세.” 특히 27세에 중요한 재판에서 패소한 다음부터 그는 법률계를 떠나기로 결심하였다.
부친의 완강한 반대에도 불구하고, 알폰소 리구오리는 1723년 법률가를 그만두고 성 필립보 네리가 세운 오라토리오회에 입회하여 성직자가 되기 위하여 신학 공부를 시작하였다. 1726년 12월 21일 그는 30세의 나이에 사제 서품을 받았다. 사제가 된 그는 처음 1년간은 집도 없이 떠돌며 사회로부터 소외받고 있던 청소년들을 돌보는 일을 하였다. 그는 청소년들이 직접 운영하는 기도 모임을 만들었다. 기도 모임은 청소년들을 대상으로 한 기도와 강론, 사회활동, 교육 등의 중심지 역할을 하였다. 알폰소 리구오리가 사망한 당시에는 이러한 모임이 72개나 되었으며, 1만 명이 넘는 사람이 참여하여 활동하고 있었다. 알폰소 리구오리의 강론은 신앙을 멀리 하고 사회로부터 소외받고 있던 사람들의 마음을 움직이는데 탁월한 효과를 보였다.
스스로에게 엄격했던 알폰소 리구오리는 살아가면서 자주 죄책감에 시달렸는데, 특히 도덕적인 죄와 관련해서 사소한 문제에 대해서도 심하게 가책을 느끼며 슬퍼하였다. 하지만 동시에 그는 이러한 양심의 가책을 축복으로 보기도 하였다. 그는 다음과 같은 말을 하였다. “양심의 가책은 곧 회개의 시작이다. 그리하여 영혼을 정화시키고 사려 깊은 성격으로 만든다.”
1729년 알폰소 리구오리는 집을 떠나 나폴리에 있는 중국어 대학교에 거주하였다. 그곳은 유달리 가난하고 버림받은 사람들이 많았던 나폴리 왕국의 내륙 지역으로서 그가 처음으로 전교 활동을 시작했던 곳이었다.

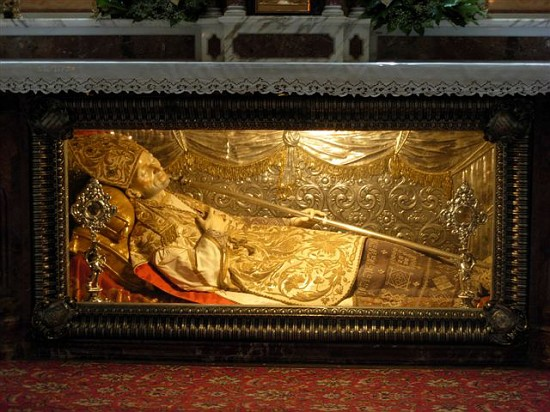
성 알폰소 마리아 데 리구오리의 유해가 안치된 유리관

1732년 11월 9일 알폰소 리구오리는 “가난한 사람들에게 가서 기쁜 소식을 전하라.”(루카 4,18)는 성경 말씀을 따라 가난한 이들을 돌보는 일에 자신을 투신하고자 구속주회라는 이름의 활동 수도회를 설립하였다. 구속주회의 주 목적은 도시의 슬럼가 및 빈민가 등지에서 사람들을 가르치고 설교하는 것이었다. 또한 구속주회는 당시 교회 안에 팽배했던 인간의 자유의지와 성찬례를 부정하였던 얀센주의 이단과 윤리적 엄격주의에 맞서 싸우기도 하였다. 알폰소 리구오리는 자신의 남은 생을 이 새로운 임무에 모두 쏟아 부었다. 그리고 고해소에서 신자들을 배려하여 항상 부드러운 태도를 유지하며 그들을 위로하였다. 알폰소 리구오리는 이에 대해 다음과 같은 말을 하였다. “죄를 지은 자는 사람들이 자신을 사랑하고 있다는 사실을 상기해야 한다. 어떤 사람이 나쁜 악습에 깊이 빠져들어 있을수록, 그만큼 더 부드럽고 다정하게 다가가야 한다. 고해신부는 죄가 남긴 수많은 상처를 돌보아야 한다. 그는 풍부한 사랑을 가지고 있어야 하며, 꿀처럼 부드러워야 한다.”
71세에 알폰소 리구오리는 류머티즘에 걸렸는데, 목이 구부러져 그의 턱이 가슴을 눌러 상처가 날 정도였다. 1762년 알폰소 리구오리는 주교 서품을 받고 산아가타데이고티의 교구장으로 착좌하였다. 하지만 그는 고령과 질병을 이유로 교구장직을 사양하려고 하였다. 교구장을 지내는 동안 알폰소 리구오리는 성체와 성모 마리아에 대한 신심을 장려하는 내용의 강론집과 책, 논문들을 집필하였다. 1775년 알폰소 리구오리는 교구장에서 은퇴하여 이탈리아 파가니에 있는 수도공동체로 돌아가서 글을 쓰고, 사람들을 만나며, 기도하다가 1787년 8월 1일에 선종하였다. 그는 1816년 9월 15일 교황 비오 7세에 의해 시복되었으며, 1839년 5월 26일 교황 그레고리오 16세에 의해 시성되었다. 1950년 4월 26일 교황 비오 12세에 의해 고해사제들과 윤리 신학자들의 수호성인으로 선포되었다.

## 같이 보기
- 테레사 데 헤수스